# Eriosema tacuaremboense
Eriosema tacuaremboense är en ärtväxtart som beskrevs av José Arechavaleta. Eriosema tacuaremboense ingår i släktet Eriosema och familjen ärtväxter. Inga underarter finns listade i Catalogue of Life.